# Bonnemaisoniales
Bonnemaisoniales, red crvebih alga u razredu Florideophyceae, dio je podrazreda Rhodymeniophycidae. Postoji tridesetak vrsta u dvije porodice. Ime je došlo po rodu Bonnemaisonia.

## Porodice
1. Bonnemaisoniaceae F.Schmitz
2. Naccariaceae Kylin